# Campeonato Mundial das Nações Emergentes da IHF de 2017
O Campeonato Mundial das Nações Emergentes da IHF de 2017 foi a segunda edição do Campeonato Mundial das Nações Emergentes da IHF. Foi disputado na Bulgária, de 12 a 18 de junho de 2017.
Dezesseis seleções nacionais disputaram o torneio, sendo quinze seleções europeias e uma única seleção asiática, a China.
A seleção das Ilhas Faroe conquistou o bicampeonato ao derrotar a Turquia na final por 26 a 25.
As três equipes europeias melhor classificadas deste torneio ganharam o direito de participar na 2ª fase de qualificação para o Campeonato Europeu de Handebol Masculino de 2020.

## Sedes
Todas as partidas do torneio foram disputadas nas cidades de Gabrovo na Orlovetz Sports Halle, e Veliko Tarnovo no
Palace of Culture and Sport.

## Times
| Grupo A | Grupo B     | Grupo C    | Grupo D     |
| ------- | ----------- | ---------- | ----------- |
| Albânia | Geórgia     | Andorra    | Armênia     |
| Irlanda | Luxemburgo  | Azerbaijão | China       |
| Kosovo  | Malta       | Bulgária   | Ilhas Feroé |
| Turquia | Reino Unido | Chipre     | Moldávia    |

## Árbitros
| - Youcef Belkhiri - Sid Ali Hamidi - Denis Bolic - Christoph Hurich - Georgi Doychinov - Yulian Goretsov - Zhou Yunlei - Cheng Yufeng - Yasmina El-Saied - Heidy El-Saied - Jason Hollis - Nicholas Le-mon - Simone Zendalli - Stefano Riello | - Sherif Xhema - Besfort Jahja - Jelena Vujačić - Andelina Kažanegra - Maciej Łabuń - Jakub Jerlecki - Vania Sá - Marta Sá - Marko Boričić - Dejan Marković - Maria Bennani - Safia Bennani - Marina Duplii - Olena Kaverina |

## Fase Preliminar

### Grupo A
| Time    | P | V | E | D | GP  | GC  | SG  | Pts. |
| ------- | - | - | - | - | --- | --- | --- | ---- |
| Turquia | 3 | 3 | 0 | 0 | 120 | 62  | +58 | 6    |
| Kosovo  | 3 | 2 | 0 | 1 | 115 | 72  | +43 | 4    |
| Irlanda | 3 | 1 | 0 | 2 | 106 | 121 | +15 | 2    |
| Albânia | 3 | 0 | 0 | 3 | 62  | 148 | -86 | 0    |

| 12 de Junho de 2017 14:00 | Turquia  | 25–24     | Kosovo    | Veliko Tarnovo Árbitros: Bennani, Bennani |
| 12 de Junho de 2017 14:00 | Döne 7   | (13–12)   | Beshiri 5 | Veliko Tarnovo Árbitros: Bennani, Bennani |
| 12 de Junho de 2017 14:00 | 8× 3× 1× | Relatório | 5× 3× 0×  | Veliko Tarnovo Árbitros: Bennani, Bennani |

| 12 de Junho de 2017 16:00 | Albânia      | 33–50     | Irlanda     | Veliko Tarnovo Árbitros: Zhou, Cheng |
| 12 de Junho de 2017 16:00 | Shingjini 10 | (18–25)   | Bregazzi 13 | Veliko Tarnovo Árbitros: Zhou, Cheng |
| 12 de Junho de 2017 16:00 | 4× 1× 0×     | Relatório | 5× 2× 0×    | Veliko Tarnovo Árbitros: Zhou, Cheng |

| 13 de Junho de 2017 14:00 | Kosovo   | 47–30     | Irlanda             | Veliko Tarnovo Árbitros: Duplii, Kaverina |
| 13 de Junho de 2017 14:00 | Jupa 10  | (23–14)   | J. Krohn, O'Brien 6 | Veliko Tarnovo Árbitros: Duplii, Kaverina |
| 13 de Junho de 2017 14:00 | 5× 2× 0× | Relatório | 4× 3× 0×            | Veliko Tarnovo Árbitros: Duplii, Kaverina |

| 13 de Junho de 2017 16:00 | Turquia   | 54–12     | Albânia     | Veliko Tarnovo Árbitros: Hollis, Le-Mon |
| 13 de Junho de 2017 16:00 | Öztürk 10 | (27–6)    | Shingjini 6 | Veliko Tarnovo Árbitros: Hollis, Le-Mon |
| 13 de Junho de 2017 16:00 | 4× 2× 0×  | Relatório | 11× 1×      | Veliko Tarnovo Árbitros: Hollis, Le-Mon |

| 14 de Junho de 2017 14:00 | Irlanda    | 26–41     | Turquia       | Veliko Tarnovo Árbitros: Doychinov, Gpretsov |
| 14 de Junho de 2017 14:00 | J. Krohn 7 | (14–18)   | Kanberoğlu 10 | Veliko Tarnovo Árbitros: Doychinov, Gpretsov |
| 14 de Junho de 2017 14:00 | 4× 2× 0×   | Relatório | 4× 2× 0×      | Veliko Tarnovo Árbitros: Doychinov, Gpretsov |

| 14 de Junho de 2017 16:00 | Kosovo      | 44–17     | Albânia     | Veliko Tarnovo Árbitros: El-Saied, El-Saied |
| 14 de Junho de 2017 16:00 | Tahirukaj 9 | (20–8)    | Shingjini 7 | Veliko Tarnovo Árbitros: El-Saied, El-Saied |
| 14 de Junho de 2017 16:00 | 3× 2× 0×    | Relatório | 2× 1× 0×    | Veliko Tarnovo Árbitros: El-Saied, El-Saied |

### Grupo B
| Time        | P | V | E | D | GP  | GC | SG  | Pts. |
| ----------- | - | - | - | - | --- | -- | --- | ---- |
| Luxemburgo  | 3 | 3 | 0 | 0 | 111 | 86 | +25 | 6    |
| Geórgia     | 3 | 2 | 0 | 1 | 91  | 81 | +10 | 4    |
| Reino Unido | 3 | 1 | 0 | 2 | 80  | 89 | -9  | 2    |
| Malta       | 3 | 0 | 0 | 3 | 65  | 91 | -26 | 0    |

| 12 de Junho de 2017 18:00 | Luxemburgo | 35–29     | Geórgia                      | Veliko Tarnovo Árbitros: Doychinov, Gpretsov |
| 12 de Junho de 2017 18:00 | Muller 10  | (18–14)   | Orjonikidze, Tskhovrebadze 6 | Veliko Tarnovo Árbitros: Doychinov, Gpretsov |
| 12 de Junho de 2017 18:00 | 6× 2× 0×   | Relatório | 5× 3× 0×                     | Veliko Tarnovo Árbitros: Doychinov, Gpretsov |

| 12 de Junho de 2017 20:00 | Malta       | 18–24     | Reino Unido        | Veliko Tarnovo Árbitros: Sá, Sá |
| 12 de Junho de 2017 20:00 | Di Pilato 9 | (8–12)    | Negrete Lindsay 10 | Veliko Tarnovo Árbitros: Sá, Sá |
| 12 de Junho de 2017 20:00 | 5× 3× 0×    | Relatório | 5× 2× 0×           | Veliko Tarnovo Árbitros: Sá, Sá |

| 13 de Junho de 2017 18:00 | Geórgia       | 34–26     | Reino Unido       | Veliko Tarnovo Árbitros: Vujačić, Kažanegra |
| 13 de Junho de 2017 18:00 | Orjonikidze 7 | (17–11)   | Negrete Lindsay 6 | Veliko Tarnovo Árbitros: Vujačić, Kažanegra |
| 13 de Junho de 2017 18:00 | 7× 3× 0×      | Relatório | 8× 4× 0×          | Veliko Tarnovo Árbitros: Vujačić, Kažanegra |

| 13 de Junho de 2017 20:00 | Luxemburgo | 39–27     | Malta         | Veliko Tarnovo Árbitros: Boričić, Marković |
| 13 de Junho de 2017 20:00 | Muller 8   | (17–11)   | Baldacchino 8 | Veliko Tarnovo Árbitros: Boričić, Marković |
| 13 de Junho de 2017 20:00 | 4× 3× 0×   | Relatório | 4× 3× 0×      | Veliko Tarnovo Árbitros: Boričić, Marković |

| 14 de Junho de 2017 18:00 | Reino Unido | 30–37     | Luxemburgo | Veliko Tarnovo Árbitros: Belkhiri, Hamidi |
| 14 de Junho de 2017 18:00 | Goodwin 10  | (11–20)   | Muller 9   | Veliko Tarnovo Árbitros: Belkhiri, Hamidi |
| 14 de Junho de 2017 18:00 | 5× 3× 0×    | Relatório | 9× 2× 1×   | Veliko Tarnovo Árbitros: Belkhiri, Hamidi |

| 14 de Junho de 2017 20:00 | Geórgia                      | 28–20     | Malta      | Veliko Tarnovo Árbitros: Zhou, Cheng |
| 14 de Junho de 2017 20:00 | Bulbulashvili, Orjonikidze 5 | (19–9)    | Harrison 4 | Veliko Tarnovo Árbitros: Zhou, Cheng |
| 14 de Junho de 2017 20:00 | 4× 3× 0×                     | Relatório | 2× 3× 0×   | Veliko Tarnovo Árbitros: Zhou, Cheng |

### Grupo C
| Time       | P | V | E | D | GP  | GC  | SG  | Pts. |
| ---------- | - | - | - | - | --- | --- | --- | ---- |
| Chipre     | 3 | 2 | 1 | 0 | 96  | 64  | +32 | 6    |
| Bulgária   | 3 | 2 | 0 | 1 | 101 | 75  | +26 | 4    |
| Azerbaijão | 3 | 1 | 0 | 2 | 93  | 96  | -3  | 2    |
| Andorra    | 3 | 0 | 0 | 3 | 53  | 108 | -55 | 0    |

| 12 de Junho de 2017 18:30 | Chipre     | 25–22     | Bulgária    | Gabrovo Árbitros: Bolic, Hurich |
| 12 de Junho de 2017 18:30 | Argyrou 12 | (11–12)   | Dimitrov 11 | Gabrovo Árbitros: Bolic, Hurich |
| 12 de Junho de 2017 18:30 | 8× 3× 0×   | Relatório | 7× 2× 0×    | Gabrovo Árbitros: Bolic, Hurich |

| 12 de Junho de 2017 20:30 | Andorra   | 23–31     | Azerbaijão | Gabrovo Árbitros: El-Saied, El-Saied |
| 12 de Junho de 2017 20:30 | Pascual 6 | (6–15)    | Butenko 10 | Gabrovo Árbitros: El-Saied, El-Saied |
| 12 de Junho de 2017 20:30 | 4× 0×     | Relatório | 1× 3× 0×   | Gabrovo Árbitros: El-Saied, El-Saied |

| 13 de Junho de 2017 18:00 | Bulgária    | 41–34     | Azerbaijão | Gabrovo Árbitros: Jerlecki, Łabuń |
| 13 de Junho de 2017 18:00 | Dimitrov 15 | (20–15)   | Askerov 10 | Gabrovo Árbitros: Jerlecki, Łabuń |
| 13 de Junho de 2017 18:00 | 9× 2× 1×    | Relatório | 6× 2× 1×   | Gabrovo Árbitros: Jerlecki, Łabuń |

| 13 de Junho de 2017 20:00 | Chipre    | 39–14     | Andorra            | Gabrovo Árbitros: Xhema, Jahja |
| 13 de Junho de 2017 20:00 | Antreou 9 | (19–7)    | Bernabé, Pascual 3 | Gabrovo Árbitros: Xhema, Jahja |
| 13 de Junho de 2017 20:00 | 5× 2× 0×  | Relatório | 5× 2× 0×           | Gabrovo Árbitros: Xhema, Jahja |

| 14 de Junho de 2017 18:00 | Bulgária    | 38–16     | Andorra  | Gabrovo Árbitros: Hollis, Le-Mon |
| 14 de Junho de 2017 18:00 | Dimitrov 16 | (19–6)    | Toha 4   | Gabrovo Árbitros: Hollis, Le-Mon |
| 14 de Junho de 2017 18:00 | 7× 2× 0×    | Relatório | 3× 1× 0× | Gabrovo Árbitros: Hollis, Le-Mon |

| 14 de Junho de 2017 20:00 | Azerbaijão | 28–32     | Chipre     | Gabrovo Árbitros: Sá, Sá |
| 14 de Junho de 2017 20:00 | Askerov 8  | (13–18)   | Argyrou 14 | Gabrovo Árbitros: Sá, Sá |
| 14 de Junho de 2017 20:00 | 6× 3× 0×   | Relatório | 6× 4× 2×   | Gabrovo Árbitros: Sá, Sá |

### Grupo D
| Time        | P | V | E | D | GP  | GC  | SG   | Pts. |
| ----------- | - | - | - | - | --- | --- | ---- | ---- |
| Ilhas Feroé | 3 | 3 | 0 | 0 | 114 | 59  | +55  | 6    |
| China       | 3 | 2 | 0 | 1 | 95  | 64  | +31  | 4    |
| Moldávia    | 3 | 1 | 0 | 2 | 98  | 82  | +16  | 2    |
| Armênia     | 3 | 0 | 0 | 3 | 31  | 133 | -102 | 0    |

| 12 de Junho de 2017 14:00 | Armênia    | 13–46     | Moldávia | Gabrovo Árbitros: Zendali, Riello |
| 12 de Junho de 2017 14:00 | Sahakyan 5 | (7–20)    | Untu 10  | Gabrovo Árbitros: Zendali, Riello |
| 12 de Junho de 2017 14:00 | 1× 3× 0×   | Relatório | 2× 3× 0× | Gabrovo Árbitros: Zendali, Riello |

| 12 de Junho de 2017 16:00 | China          | 23–30     | Ilhas Féroe   | Gabrovo Árbitros: Belkhiri, Hamidi |
| 12 de Junho de 2017 16:00 | Liu, Wang J. 6 | (7–15)    | Klein Olsen 6 | Gabrovo Árbitros: Belkhiri, Hamidi |
| 12 de Junho de 2017 16:00 | 8× 3× 0×       | Relatório | 3× 4× 0×      | Gabrovo Árbitros: Belkhiri, Hamidi |

| 13 de Junho de 2017 14:00 | China      | 43–12     | Armênia    | Gabrovo Árbitros: Bennani, Bennani |
| 13 de Junho de 2017 14:00 | Wang J. 11 | (21–4)    | Sahakyan 6 | Gabrovo Árbitros: Bennani, Bennani |
| 13 de Junho de 2017 14:00 | 4× 2× 0×   | Relatório | 5× 2× 1×   | Gabrovo Árbitros: Bennani, Bennani |

| 13 de Junho de 2017 16:00 | Ilhas Féroe | 40–30     | Moldávia     | Gabrovo Árbitros: Bolic, Hurich |
| 13 de Junho de 2017 16:00 | Krogh 7     | (21–16)   | Zacaciurin 8 | Gabrovo Árbitros: Bolic, Hurich |
| 13 de Junho de 2017 16:00 | 2× 0×       | Relatório | 2× 1× 0×     | Gabrovo Árbitros: Bolic, Hurich |

| 14 de Junho de 2017 14:00 | Moldávia     | 22–29     | China    | Gabrovo Árbitros: Vujačić, Kažanegra |
| 14 de Junho de 2017 14:00 | Zacaciurin 7 | (11–15)   | He 7     | Gabrovo Árbitros: Vujačić, Kažanegra |
| 14 de Junho de 2017 14:00 | 1× 3× 0×     | Relatório | 4× 3× 0× | Gabrovo Árbitros: Vujačić, Kažanegra |

| 14 de Junho de 2017 16:00 | Ilhas Féroe   | 44–6      | Armênia    | Gabrovo Árbitros: Zendali, Riello |
| 14 de Junho de 2017 16:00 | Klein Olsen 8 | (18–1)    | Sahakyan 3 | Gabrovo Árbitros: Zendali, Riello |
| 14 de Junho de 2017 16:00 | 3× 1× 0×      | Relatório | 1× 0×      | Gabrovo Árbitros: Zendali, Riello |

## Quartas de final
| 16 de Junho de 2017 18:00 | Turquia  | 32–26   | Geórgia       | Veliko Tarnovo Árbitros: Xhema, Jahja |
| 16 de Junho de 2017 18:00 | Döne 15  | (16–15) | Orjonikidze 8 | Veliko Tarnovo Árbitros: Xhema, Jahja |
| 16 de Junho de 2017 18:00 | 4× 3× 0× |         | 5× 2× 0×      | Veliko Tarnovo Árbitros: Xhema, Jahja |

| 16 de Junho de 2017 18:00 | Chipre     | 36–26  | China    | Gabrovo Árbitros: Boričić, Marković |
| 16 de Junho de 2017 18:00 | Georgiou 9 | (16–9) | Liu Z. 7 | Gabrovo Árbitros: Boričić, Marković |
| 16 de Junho de 2017 18:00 | 6× 3× 0×   |        | 5× 3× 0× | Gabrovo Árbitros: Boričić, Marković |

| 16 de Junho de 2017 20:00 | Luxemburgo | 23–34     | Kosovo   | Veliko Tarnovo Árbitros: Jerlecki, Łabuń |
| 16 de Junho de 2017 20:00 | Krier 6    | (23–14)   | Dedaj 9  | Veliko Tarnovo Árbitros: Jerlecki, Łabuń |
| 16 de Junho de 2017 20:00 | 6× 2× 0×   | Relatório | 7× 4× 0× | Veliko Tarnovo Árbitros: Jerlecki, Łabuń |

| 16 de Junho de 2017 20:00 | Ilhas Féroe      | 30–24     | Bulgária  | Gabrovo Árbitros: Belkhiri, Hamidi |
| 16 de Junho de 2017 20:00 | Sigurbjørnsson 9 | (13–14)   | Yakubov 6 | Gabrovo Árbitros: Belkhiri, Hamidi |
| 16 de Junho de 2017 20:00 | 2× 0×            | Relatório | 4× 1× 0×  | Gabrovo Árbitros: Belkhiri, Hamidi |

## Semifinais
| 17 de Junho de 2017 18:00 | Turquia  | 35–32     | Chipre     | Gabrovo Árbitros: Doychinov, Gpretsov |
| 17 de Junho de 2017 18:00 | Biçer 11 | (13–15)   | Argyrou 10 | Gabrovo Árbitros: Doychinov, Gpretsov |
| 17 de Junho de 2017 18:00 | 5× 3× 1× | Relatório | 4× 2× 0×   | Gabrovo Árbitros: Doychinov, Gpretsov |

| 17 de Junho de 2017 18:00 | Kosovo        | 30–33     | Ilhas Feroe | Gabrovo Árbitros: Bolic, Hurich |
| 17 de Junho de 2017 18:00 | Dedaj, Jupa 6 | (11–15)   | Krogh 9     | Gabrovo Árbitros: Bolic, Hurich |
| 17 de Junho de 2017 18:00 | 4× 1× 0×      | Relatório | 5× 2× 1×    | Gabrovo Árbitros: Bolic, Hurich |

## 3º / 4º lugar
| 18 de Junho de 2017 18:45 | Chipre   | 25–32     | Kosovo      | Veliko Tarnovo Árbitros: Zendali, Riello |
| 18 de Junho de 2017 18:45 | Fotiou 9 | (12–16)   | Tahirukaj 8 | Veliko Tarnovo Árbitros: Zendali, Riello |
| 18 de Junho de 2017 18:45 | 5× 2× 0× | Relatório | 5× 2× 1×    | Veliko Tarnovo Árbitros: Zendali, Riello |

## Final
| 16 de Junho de 2017 20:00 | Ilhas Féroe | 26–25     | Turquia  | Veliko Tarnovo Árbitros: Boričić, Marković |
| 16 de Junho de 2017 20:00 | Krogh 9     | (13–11)   | Biçer 6  | Veliko Tarnovo Árbitros: Boričić, Marković |
| 16 de Junho de 2017 20:00 | 5× 4× 0×    | Relatório | 6× 3× 0× | Veliko Tarnovo Árbitros: Boričić, Marković |

## Classificação Final
|    | Ilhas Feroé |
|    | Turquia     |
|    | Kosovo      |
| 4  | Chipre      |
| 5  | Bulgária    |
| 6  | China       |
| 7  | Luxemburgo  |
| 8  | Geórgia     |
| 9  | Moldávia    |
| 10 | Azerbaijão  |
| 11 | Reino Unido |
| 12 | Irlanda     |
| 13 | Malta       |
| 14 | Andorra     |
| 15 | Albânia     |
| 16 | Armênia     |

| Campeonato Mundial das Nações Emergentes de 2017 |
| Campeão                                          |
| ------------------------------------------------ |
| Ilhas Faroe 2º Título                            |